# 梁山水库
梁山水库是中国福建省漳州市漳浦县盘陀镇境内的一座水库，位于盘陀溪上，建于1960年。水库正常库容为749万立方米，集雨面积为10平方千米，海拔为517米。